# Felipe Felício
Felipe Felício Silva Reis (Belo Horizonte, 6 de novembro de 2002), conhecido apenas como Felipe Felício, é um futebolista brasileiro que atua como atacante. Atualmente joga pelo Panionios.

## Carreira em clubes
Nascido em Belo Horizonte, jogou nas categorias de base do Atlético Mineiro entre 2015 e 2022, sendo promovido ao time principal em 2020 e estreando como profissional em fevereiro de 2021, substituindo Diego Tardelli na vitória por 3 a 0 na vitória sobre a URT, pelo Campeonato Mineiro. O atacante ainda jogaria mais 8 vezes no mesmo ano, incluindo 5 jogos pelo Campeonato Brasileiro da Série A, vencida pelo Galo.
Em 2022, jogou 3 partidas (1 pela Copa do Brasil e 2 pelo Campeonato Mineiro) antes de ser considerado fora dos planos do Atlético para a temporada seguinte, sendo emprestado para o Levadia. Pela equipe de Tallinn, Felício venceu a Copa da Estônia de 2023–24, permanecendo por mais um ano como jogador do Levadia.
Sem espaço no Atlético Mineiro, Felício foi vendido ao Panionios, equipe da segunda divisão do Campeonato Grego, em agosto de 2024.

## Títulos
Atlético Mineiro
- Campeonato Mineiro: 2021, 2022
- Campeonato Brasileiro: 2021

Levadia
- Copa da Estônia: 2023–24